# Palazzo Vescovile (Imola)
Il Palazzo vescovile di Imola è la residenza del vescovo e sede della Curia d'Imola. Sorge di fronte alla Cattedrale di San Cassiano. I due edifici condividono l'epoca della prima costruzione, il tardo XII secolo.

## Storia
L'attuale complesso vescovile costituiva una centuria, ovvero una porzione perfettamente rettangolare della città. L'area fu donata al vescovo dai consoli cittadini nel 1187. La costruzione iniziò sul lato sud-ovest. Gli edifici furono edificati attorno a un grande giardino e a due cortili, che divennero il Cortile Principale e il Cortile delle Scuderie.
Durante i primi secoli, la superficie della parte edificata fu minore delle parti adibite a giardino; le dimensioni del palazzo erano circa la metà di quelle attuali. L'edificio fu ampliato nel XV e XVI secolo, raggiungendo la conformazione odierna.
Il palazzo ha forma quadrangolare. Sotto di esso si trovano i camminamenti sotterranei, ancora integri, che si sviluppano su tre bracci. Vi si trovano le ex prigioni e la cantina. Oggi la parte emergente non è più uguale all'originale. La prima ristrutturazione fu eseguita attorno al 1450 per ordine del vescovo Gaspare Sighigelli (1450-1457). All'inizio del XVI secolo fu effettuato un ampliamento; nella seconda metà del XVII secolo i cardinali vescovi Donghi (1655-1663) e Dal Verme (1696-1702) vi aggiunsero il lato nord-est (chiamato oggi appartamento "Pio IX").
Le forme e le caratteristiche architettoniche attuali risalgono alla seconda metà del XVIII secolo, quando fu ordinato un rifacimento generale del palazzo per volontà del vescovo Giovanni Carlo Bandi (1752-1784). La progettazione dei lavori fu affidata all'architetto imolese Cosimo Morelli. Gli interventi interessarono l'atrio, il salone d'onore e la scala per accedere al piano nobile dell'edificio. I lavori furono eseguiti nel 1766. L'imponente scalone monumentale, ornato da ampie finestre, lesene e capitelli dorici, fu costruito sul lato destro del cortile.

## Descrizione
L'attuale sistemazione del palazzo risale al 1845, al tempo del vescovado di Giovanni Maria Mastai Ferretti, che guidò la Diocesi imolese dal 1832 al 1846 prima di diventare papa con il nome di Pio IX. In questo periodo fu completata la facciata, lunga 73 metri, che unificò l'eterogenea costruzione. Da allora l'aspetto esterno del fabbricato non ha più subito modifiche. La lunga facciata è corredata da una serie di finestre ed è movimentata dalla presenza di due grandi portoni d'ingresso. Il portone principale dà accesso al grande cortile interno. Il fulcro dell'intero complesso è la scala di epoca rinascimentale che, partendo dai sotterranei, collega tutti i piani del palazzo.
Il palazzo vescovile si articola attorno a due corti e un giardino.
Sale circostanti il cortile principale
Il cortile principale, con triplice porticato, raccoglie l'ambiente austero della prima costruzione. Lo “scalone del Morelli” porta al piano nobile. Buona parte di esso è oggi riservata al Museo diocesano. Il Museo fu ricavato, all'inizio degli anni sessanta del XX secolo, dall'«appartamento verde». Costituito da sei sale, fu l'appartamento dei papi Pio VII e Pio IX (già vescovi di Imola). Sono state conservate le decorazioni e l'arredamento dell'epoca. Gli affreschi sono opera di Angelo Gottarelli.
Dalla parte opposta rispetto al museo diocesano vi sono le sale dell'appartamento vescovile. Nello stesso piano vi è la cappella del palazzo. Accanto ad essa si trovano due stanze: lo studio del vescovo e la segreteria, separate da un'anticamera. A fianco dello studio del vescovo vi è una sala riunioni. Al piano nobile è stata allestita la sala consultazione dell'Archivio diocesano. Il Museo Pio IX e la sala consultazione sono le sole sezioni del palazzo aperte al pubblico.
Sul lato sinistro del cortile principale vi è un colonnato che porta al lato sud. In questa parte dell'edificio si trovano gli uffici del vicario episcopale ed una sequenza di aule regolari che si aprono anche su via Garibaldi.
Sale circostanti il cortile delle scuderie
Su questo cortile si affacciano:
- Gli uffici dell'Istituto Diocesano per il Sostentamento del Clero;
- Le sale dell'Archivio diocesano.

Il giardino privato non è accessibile al pubblico.
Nel 2010-2013 è stata restaurata la pavimentazione del cortile delle scuderie e del lapidarium entro il loggiato perimetrale. L'intervento architettonico è stata l'occasione per installare un ascensore-elevatore, che ha reso accessibili il Museo diocesano e la sede vescovile (siti al primo piano).